# Myrcia tylophylla
Myrcia tylophylla là một loài thực vật có hoa trong Họ Đào kim nương. Loài này được (Salisb.) DC. mô tả khoa học đầu tiên năm 1828.